# WiiConnect24
WiiConnect24 var en onlinetjänst skapad av Nintendo till den stationära konsolen Wii. Tjänsten gjorde det möjligt för konsolen att alltid kunna vara uppkopplad till Internet. Tjänsten blev utannonserad på Electronic Entertainment Expo (E3) 2006 på Nintendos presskonferens den 9 maj. Nintendos dåvarande vd Satoru Iwata beskrev då Wii som "konsolen som aldrig sover". På konferensen tog de som exempel spelet Animal Crossing. Om en spelare sover och har Wii i stand-by-läge kan en kompis i alla fall skickameddeelanden till spelarens by. Nintendo kunde också skicka reklam och information till konsolen. Elförbrukningen uppgavs motsvara "en liten glödlampa".
Den 28 juni 2013 stängde Nintendo av WiiConnect24.

## Kända problem
Det har rapporterats om användare som fått sitt grafikchip skadat av överhettning när deras Wii stått igång för länge med WiiConnect24. Det yttrar sig genom att olikfärgade pixlar syns på bilden när man spelar. Vissa speltitlar är känsligare än andra (till exempel Resident Evil 4). För att få felet åtgärdat måste man kontakta Nintendo för en reparation.